# Nelson Abeijón
Nelson Abeijón, vollständiger Name Nelson Javier Abeijón Pessi, (* 21. Juli 1973 in Montevideo) ist ein ehemaliger uruguayischer Fußballspieler und derzeitiger -trainer.

## Spielerkarriere

### Verein
Der 1,85 Meter große Mittelfeldspieler Abeijón begann seine Karriere beim uruguayischen Traditionsverein Nacional Montevideo. Dort stand er von der Apertura 1994 bis einschließlich der Clausura 1997 im Kader. Für die Jahre 1995 bis 1997 werden für ihn bei den "Bolsos" 81 Ligaspiele und neun Tore geführt. Während seiner Zeit bei Nacional offerierte beispielsweise Espanyol Barcelona eine Transfersumme in Höhe von 550.000 Dollar, um den seinerzeit von Berater Marcos Lubelsky vertretenen Abeijón zu verpflichten, die jedoch vom Vereinspräsidenten Ceferino Rodríguez abgelehnt wurde. Anfang 1997 zeigten nach Angaben des argentinischen Klubchefs Mauricio Macri auch die Boca Juniors Interesse an seiner Verpflichtung. Letztlich wechselte er in jenem Jahr zu Racing Santander. In der Saison 1997/98 absolvierte er 30 Erstligaspiele für den spanischen Klub und erzielte dabei zwei Treffer. In der Saison 1998/99 war Abeijón in der italienischen Serie A für Cagliari Calcio aktiv und blieb bei den Italienern bis in die Spielzeit 2003/04. In diesem Zeitraum sind 77 Einsätze in der Serie A bzw. der Serie B für ihn verzeichnet, bei denen ihm drei persönliche Torerfolge gelangen. Zur Saison 2003/04 schloss er sich auf Leihbasis Como Calcio an. Für den Zweitligisten stehen zehn Zweitligaeinsätze (ein Tor) für ihn zu Buche. Anschließend kehrte er in der laufenden Saison zu Cagliari Calcio zurück und lief bis zum Ende der Erstligaspielzeit 2005/06 in 77 Ligapartien (acht Tore) auf. Es folgte ein Wechsel zu Atalanta Bergamo. Beim Klub aus der Lombardei absolvierte er in der Saison 2006/07 fünf persönlich torlose Ligaspiele. Zur Clausura 2008 kehrte er zurück nach Uruguay und spielte fortan für River Plate Montevideo. In der erstgenannten Halbserie bestritt er zwei Ligabegegnungen (kein Tor). In der Saison 2008/09 wurde er weitere achtmal (kein Tor) in der Primera División eingesetzt.

### Nationalmannschaft
Abeijón nahm am mit der uruguayischen Auswahl am Preolímpico genannten Turnier in Mar del Plata teil. Er absolvierte von seinem Debüt am 19. Oktober 1994 bis zu seinem letzten Einsatz am 19. November 2003 23 Länderspiele für die uruguayische A-Nationalmannschaft, bei denen er insgesamt zwei Tore erzielte. Er gehörte dem Aufgebot bei der Copa América 1995 an und gewann mit Uruguay den Titel.

### Erfolge
- Copa América: 1995

## Trainerlaufbahn
Von Mitte Januar 2016 bis Mai 2016 trainierte er den Zweitligisten Club Oriental de Football. Sein Co-Trainer bei dieser Station war Gustavo Badell. Seit Juli 2016 hat er das Traineramt beim ebenfalls in der zweithöchsten uruguayischen Spielklasse antretenden Deportivo Maldonado inne. Bei Deportivo Maldonado komplettieren neben Badell als Assistent zudem Cristian Maldonado, Gastón Berriel Graña ("preparador físico") und Torwarttrainer Gonzalo Fabián Villaroya das Trainerteam.